# Edmund von Schumacher
Edmund von Schumacher (* 12. August 1859 in Neapel; † 30. August 1908 in Luzern) war ein Schweizer Politiker.

## Leben
Edmund von Schumacher stammte aus der alten Luzerner Patrizierfamilie Schumacher der Alten Eidgenossenschaft. Seine Mutter war Belgierin. Sein Vater war der General Felix von Schumacher im Dienst von Neapel-Sizilien. Nach der Schulzeit in Luzern studierte er Rechtswissenschaften an den Universitäten Strassburg, München und Zürich. 1880 wurde er Mitglied des Corps Rheno-Palatia München. Nach der Promotion zum Dr. iur. und einem Praktikum bei Josef Zemp wurde er Obergerichtsschreiber in Luzern. 1886 wurde er Staatsschreiber. Als katholisch-konservativer Politiker stand er von 1888 bis 1908 in der Kantonsregierung des Kantons Luzern als Regierungsrat dem Justizdepartement vor. Von 1895 bis 1908 gehörte er dem eidgenössischen Ständerat an.
Von Schumacher war Mitglied der Verwaltungsräte der Moos’schen Eisenwerke und der Centralschweizerischen Kraftwerke an. Er war Oberst der Schweizer Armee sowie Präsident der Zeitungsgesellschaft Vaterland und des katholischen Vereinshauses Union. Er hatte sich 1897 erfolglos für das Amt eines Richters im Kongo-Freistaat beworben. Von 1904 bis 1905 gehörte er der von König Leopold II. eingesetzten internationalen Untersuchungskommission über Menschenrechtsverletzungen im Kongo an.
Er war verheiratet mit Antonia Anna Müller, einer Tochter des Schweizer Bauingenieurs und Politikers Karl Emanuel Müller. Karl von Schumacher war ihr Sohn. Der ältere Bruder Edmund von Schumachers, Felix, war belgischer Konsul in Luzern.